# Christelijk Nationale Actie
De Christelijk Nationale Actie (CNA) was een Nederlandse protestantse politieke partij die van 1935 tot 1941 bestond.

## Geschiedenis
In 1934 werd binnen de Anti-Revolutionaire Partij (ARP) een vereniging van verontruste Hervormd-Gereformeerden opgericht. De ARP bestond voornamelijk uit leden van de Gereformeerde Kerken, terwijl Hervormd-Gereformeerden een minderheid vormden binnen deze partij. De nieuw opgerichte vereniging nam contact op met het AR-Tweede Kamerlid prof. dr. Hugo Visscher, die op gespannen voet stond met de ARP over de vermeende achterstelling van Hervormd-Gereformeerden binnen de partij, wat volgens hem vooral duidelijk was bij de samenstelling van de kandidatenlijsten. Als sinds de jaren 20 van de twintigste eeuw was de verhouding tussen Visscher en zijn fractiegenoten slecht. Op 23 november 1935 brak de vereniging van verontruste Hervormd-Gereformeerden binnen de ARP met de moederpartij en besloot als Christelijk Nationale Actie als politieke partij haar activiteiten voort te zetten. Naast de achterstelling van de Hervormd-Gereformeerden in de ARP, speelden ook de samenwerking tussen de ARP en de Roomsch-Katholieke Staatspartij (RKSP) en de verwaarlozing van de Gereformeerde beginselen een belangrijke rol bij de totstandkoming van de CNA.
Hoofddoel van de nieuwe partij werd de versnippering van de (Gereformeerde) Protestantse partij in Nederland tegen te gaan. De partij streefde de diverse partijen te verenigen tot één politiek verband met als doel een christelijke overheid die de nationale Hervormde kerk zou moeten herstellen: "eene, op den grondslag der Gereformeerde, in onze Nederlandsche Geloofsbelijdenis gegeven beginselen, eene de gansche Hervormde gezindheid omvattende politieke beweging." De Christelijk Historische Unie (CHU) en de ARP reageerden negatief. Daar kwam nog bij dat de ARP het Visscher kwalijk nam dat hij uit die partij was gestapt. Alleen met de Staatkundig Gereformeerde Partij (SGP) werd daadwerkelijk onderhandeld. In februari 1936 vonden formele onderhandelingen plaats, die echter vastliepen over de kwestie godsdienstvrijheid. Ook een voorgestelde federatie tussen de beide partijen liep op niets uit.
De CNA nam als zelfstandige partij deel aan de Tweede Kamerverkiezingen van 26 mei 1937 en behaalde bij die verkiezingen 20.486 stemmen (0,5%); onvoldoende voor een zetel in de Tweede Kamer van de Staten-Generaal. De meeste stemmen werden behaald in de kieskringen Dordrecht, Leiden, Utrecht en Arnhem. Overigens wist de CNA slechts een minderheid van het Hervormd-Gereformeerde electoraat aan zich te binden. Bij de Provinciale Statenverkiezingen van 1939, waar de CNA alleen meedeed in Zuid-Holland, behaalde de partij maar 6829 stemmen.
Bij gemeenteraadsverkiezingen van 1939 wist de partij enkele zetels te veroveren in Zeist, Harderwijk, Waddinxveen en Sprang-Capelle.
Na de Duitse inval in Nederland in 1940 berustten de meeste partijleden in de nieuwe situatie, terwijl enkelen hun steun betuigden aan de bezetter. Prof. Visschers rol was ronduit twijfelachtig: hij werd adviseur van Anton Mussert en trad toe tot de Nederlandsche Kultuurraad. In augustus 1941 werd de CNA door de bezettingsautoriteiten verboden.

## Leden
Op 1 januari 1940 telde de CNA slechts 137 leden.

## Maandblad
In 1938 werd een maandblad opgericht: Nieuw Politiek Leven. Orgaan der C.N.A ter verdediging van het recht der Hervormde Gezindheid. Het blad verscheen in 1939 en 1940. Voorheen werd gepubliceerd in de Waarheidsvriend, het orgaan van de Gereformeerde Bond en het Gereformeerd Weekblad (Geref. Bond, onder het hoofdredacteurschap van Visscher).

## Verkiezingsuitslagen
| Soort verkiezingen                  | Aantal stemmen | %     |
| ----------------------------------- | -------------- | ----- |
| Tweede Kamerverkiezingen 1937       | 20.486         | 0,55% |
| Provinciale Statenverkiezingen 1939 | 6829           | 0,66% |

## Prominente leden
- J. Aalbers, medeoprichter, bestuurslid CNA (1936-1940), burgemeesters van Krimpen aan den IJssel
- Ds. R. Bartlema, Hervormd predikant, lid bestuur CNA, lid Hervormd-Gereformeerde Kiesvereniging Zeist
- A. van Eck, hoofd Hervormde Lagere School te Stellendam, kandidaat-lid Tweede Kamer (1937), bestuurslid CNA
- F.H.C. Jansen, medeoprichter, tweede voorzitter CNA (1936-1940), lid gemeenteraad Zeist (1939-1941)
- Ds. J.H. van Lonkhuijzen, partijlid CNA (1936-1940), lid Hervormd-Gereformeerde Kiesvereniging Zeist
- Drs. D. Schouten (1903-1978), secretaris CNA (1936-1940), na de oorlog lid van de CHU (rechtervleugel), leraar wiskunde, directeur Christelijk HBS te Waalwijk
- Prof. dr. Hugo Visscher (1864-1947), hoogleraar (1903-1931), bijzonder hoogleraar (1931-1936), voorzitter CNA (1936-1940)